# 지방도 제691호선
지방도 제691호선은 충청남도 논산시 벌곡면 조동리와 천안시 동남구 목천읍 승천삼거리를 잇는 충청남도의 지방도이다. 2012년 7월 1일 세종특별자치시가 출범하면서 세종특별자시치 구간이 제외되어 노선이 중간에 끊긴 형태가 되었다.
2023년 7월 31일 기점을 논산시 벌곡면 조동리로 연장했다.

## 연혁
- 2003년 2월 20일 : 지방도 노선 폐지 및 재지정으로 총연장이 78.1km에서 79.4km로 변경[1]
- 2003년 9월 20일 : 공주시 장기면 산학리 ~ 연기군 남면 송원리 2.36km 구간 개통[2]
- 2006년 6월 12일 : 갑사터널(공주시 계룡면 내흥리 ~ 반포면 마암리) 1.7km 구간 개통[3]
- 2012년 7월 1일 : 세종시 편입 구간 제외로 노선 단축[4]
- 2023년 7월 31일 : 기점을 기존 논산시 부적면 덕평리에서 벌곡면 조동리로 변경함. 이에 따라 노선명이 '부적 ~ 목천선'에서 '벌곡 ~ 목천선'으로 변경되고 총 연장이 45.8km에서 61.5km로 연장됨.[5]

## 주요 경유지
- 논산시
  - 벌곡면 조동1리 - 신양교 - 신양리 - 양산교 - 양산2교 - 벌곡초등학교 - 벌곡우체국 - (벌곡) - 벌곡면사무소 - 벌곡치안센터 - 황룡교 - 대목교 - 황령재
  - 연산면 황령재 - 송불암 - 신암교 - 연산2 교차로 - 연산사거리 - 청동리 - 고정삼거리 - 올목고개
  - 부적면 올목고개 - 외성삼거리 - 마구평삼거리 - 덕평리 - 부황리 - 부황과선교
  - 연산면 부황과선교 - 오산교 - 오산리
  - 상월면 숙진리 - 한천리 - 주곡리 - 주곡교 - 노성 교차로 - 산성리 - 상월교 - 지경리 - 주내사거리 - 석종리 - 상도리

- 공주시
  - 계룡면 양화리 - 신원사사거리 - 양화교 - 보목고개 - 하대리 - 중장초등학교(폐교) - 중장리 - 중장삼거리 - 중장교 - 구왕리 - 내흥교 - 왕흥초등학교(폐교) - 내흥삼거리 - 내흥리 - 갑사터널(498m)
  - 반포면 갑사터널(498m) - 이안숲속 - 마암리 - 청벽교 - 청벽삼거리 - 청벽대교

- 세종특별자치시 구간 제외

- 공주시
  - 의당면 가산리 - 중흥교 - 중흥리 - 중흥저수지 - 도신리 - 덕학삼거리 - 덕학 교차로

- 세종특별자치시 구간 제외

- 천안시
  - 동남구
    - 성남면 태우고개 - 대정리 - 대정저수지 - 석천교 - 석곡리 - 석곡교 - 석교삼거리 - 노원교 - 용원리
    - 목천읍 천정리 - 승천삼거리

### 해제 구간
아래 구간은 2012년 7월 1일 세종특별자치시 출범으로 지방도 지정에서 해제되었다.
- 세종특별자치시
  - 장군면 청벽대교 - 장암 교차로 - 금암교 - 금암삼거리 - 도남삼거리 - 송침삼거리 - 송암교
  - 한솔동 송암교 - 열병합발전소 - 송학교
  - 장군면 송학교 - 산학리 - 은용 교차로 - 은용교 - 도계리 - 장기초등학교 - 장기농협 - 대교 - 한다리삼거리 - 평기리 - 송학사거리(의량교) - 송학리
  - 전의면 다방리 - 금사삼거리 - 달전리 - 양곡교 - 양곡리 - 영당리 - 신흥리 - 원성리 - 전의 교차로 - 원성교 - 원성교삼거리 - 읍내리 - 읍내교 - 동교삼거리 - 갈정교 - 관정리 - 관정3리삼거리 - 태우고개

## 중복 구간
- 논산시 연산면 연산사거리 ~ 부적면 마구평삼거리 : 국도 제1호선과 중복
- 공주시 반포면 청벽삼거리 ~ 세종특별자치시 장군면 장암 교차로 : 국도 제32호선과 중복
- 공주시 의당면 도신리 ~ 덕학삼거리 : 지방도 제604호선과 중복

## 도로명
- 논산시 벌곡면 조동1리 ~ 양산2교 북단 : 벌곡로
- 논산시 벌곡면 양산2교 북단 ~ (벌곡) : 대둔로
- 논산시 벌곡면 (벌곡) ~ 연산면 연산사거리 : 황룡재로
- 논산시 연산면 연산사거리 ~ 부적면 마구평삼거리 : 계백로
- 논산시 부적면 마구평삼거리 ~ 상월면 산성리 : 백일헌로
- 논산시 상월면 산성리 ~ 공주시 계룡면 신원사사거리 : 계룡산로
- 공주시 계룡면 신원사사거리 ~ 중장삼거리 : 보목고개로
- 공주시 계룡면 중장삼거리 ~ 반포면 청벽삼거리 : 왕흥장악로
- 천안시 동남구 성남면 태우고개 ~ 석교삼거리 : 약수로
- 천안시 동남구 성남면 석교삼거리 ~ 목천읍 승천삼거리 : 성남로